# RS-88
RS-88は燃料としてエチルアルコール、酸化剤として液体酸素を使用する液体燃料ロケットエンジンである。本来はロケットダイン社によって1997年にNASAのBantamシステム技術向けに設計、製造された。2003年にロッキード社によって射点避難実証機(Pad Abort Demonstration (PAD))機用に設計された。NASAは2003年11月から12月にかけてRS-88の燃焼試験を14回実施してその結果55秒間の燃焼に成功した。
RS-88エンジンは海面高度での推力は50,000 lbf (220 kN)である。
RS-88エンジンはCST-100の打ち上げ時の緊急脱出装置に選択され、2011年にボーイング社によって試験が進められている。

## バンタム 打ち上げシステム
バンタム"Bantam"システム技術計画はNASAと協力会社による廉価な打ち上げシステムの研究と技術実証を主題とした低コスト技術開発の一環である。技術実証の飛行は1999年末を目標とした。
RS-88エンジンはNASAのバンタム計画の下でより大型の先進宇宙輸送計画の低コスト技術の推進要素でロケットダイン社によって設計された。

## 射点退避実証機

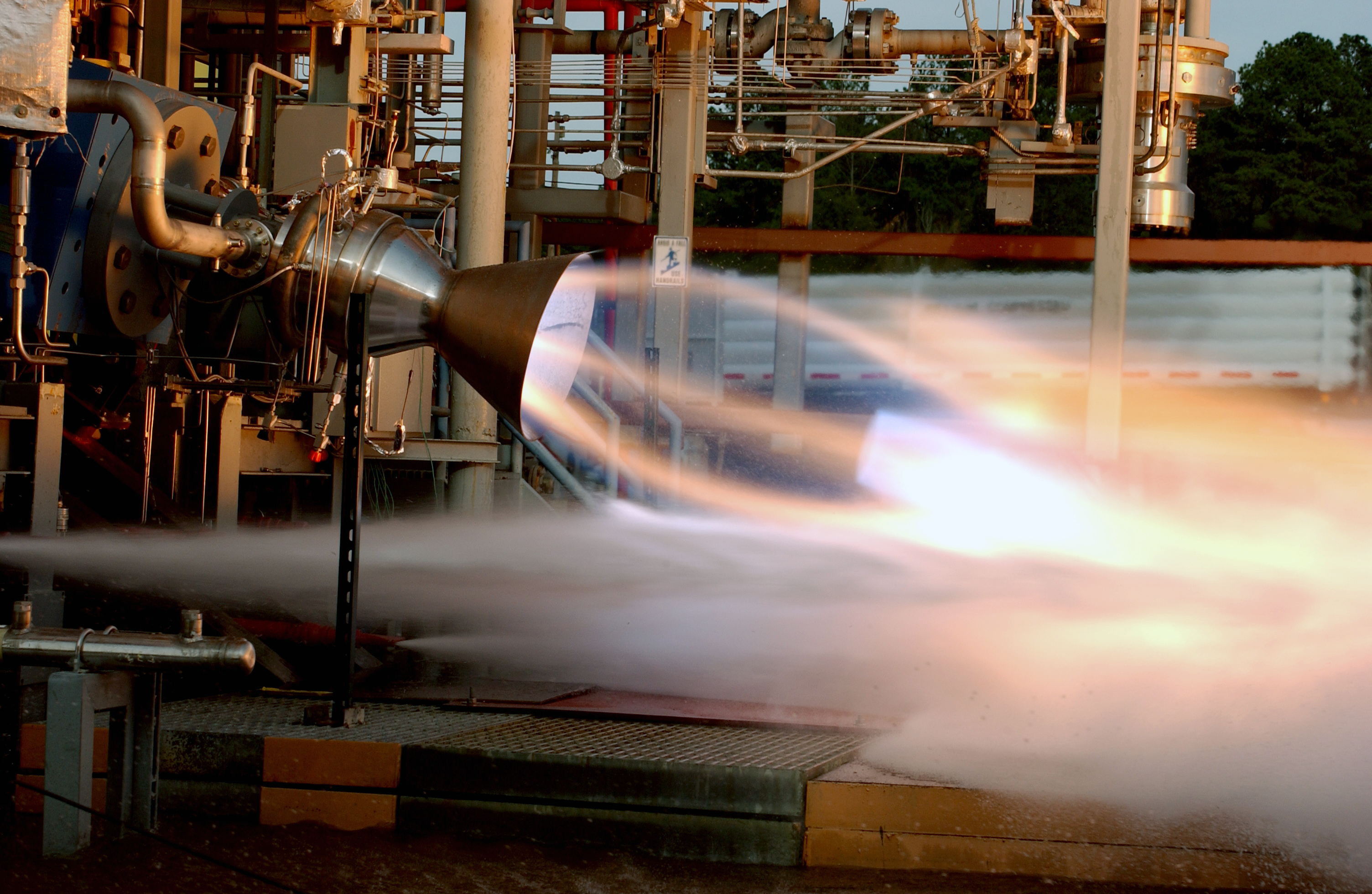
2003年12月のRS-88の燃焼試験

2003年にRS-88エンジンはロッキード・マーティン社による射点退避実証機 "Pad Abort Demonstration (PAD)"のために改良されて試験された。2004年半ばにＰＡＤ推進モジュールの設計審査が行われたが、CEV開発での機体での使用計画は明らかに破棄された。ロッキード・マーティン社の射点退避実証機(PAD)は元の予定では2005年に4基のRS-88エンジンを備えて打ち上げられる予定だった。

## ロケット飛行機
2006年1月、NASAはRS-88ロケットエンジンを革新的産業協力計画の一環としてオクラホマシティのロケットプレーン リミテッドに貸与すると発表した。
NASAのジョンソン宇宙センターと同社は宇宙契約法によってRS-88エンジンを同社のロケットプレーン XPの試験に3年間使用する契約を交わした。
同社はNASAに開発から得られた設計、試験と運転の情報を提供する。ロケットプレーンXPは4座席でリアジェットを改造した。
計画ではロケットエンジンで加速して最高高度はおよそ300,000フィートに到達する予定だった。
ロケットプレーン社の技術と分析担当の副社長のBob Setoは"我々はNASA、連邦航空局、地元、州および連邦政府の支援を受けて、そのようなRS-88エンジンとして確立された技術を、統合することにより、安全で手頃な価格と再利用可能なスペースプレーンを開発したいと考えている"と述べた。 Setoによると機体は初期の設計審査を2005年3月に完了して詳細設計の段階に入るとされる。
ロケットプレーンは2010年に連邦倒産法第7章により倒産した。

## ボーイング CST-100

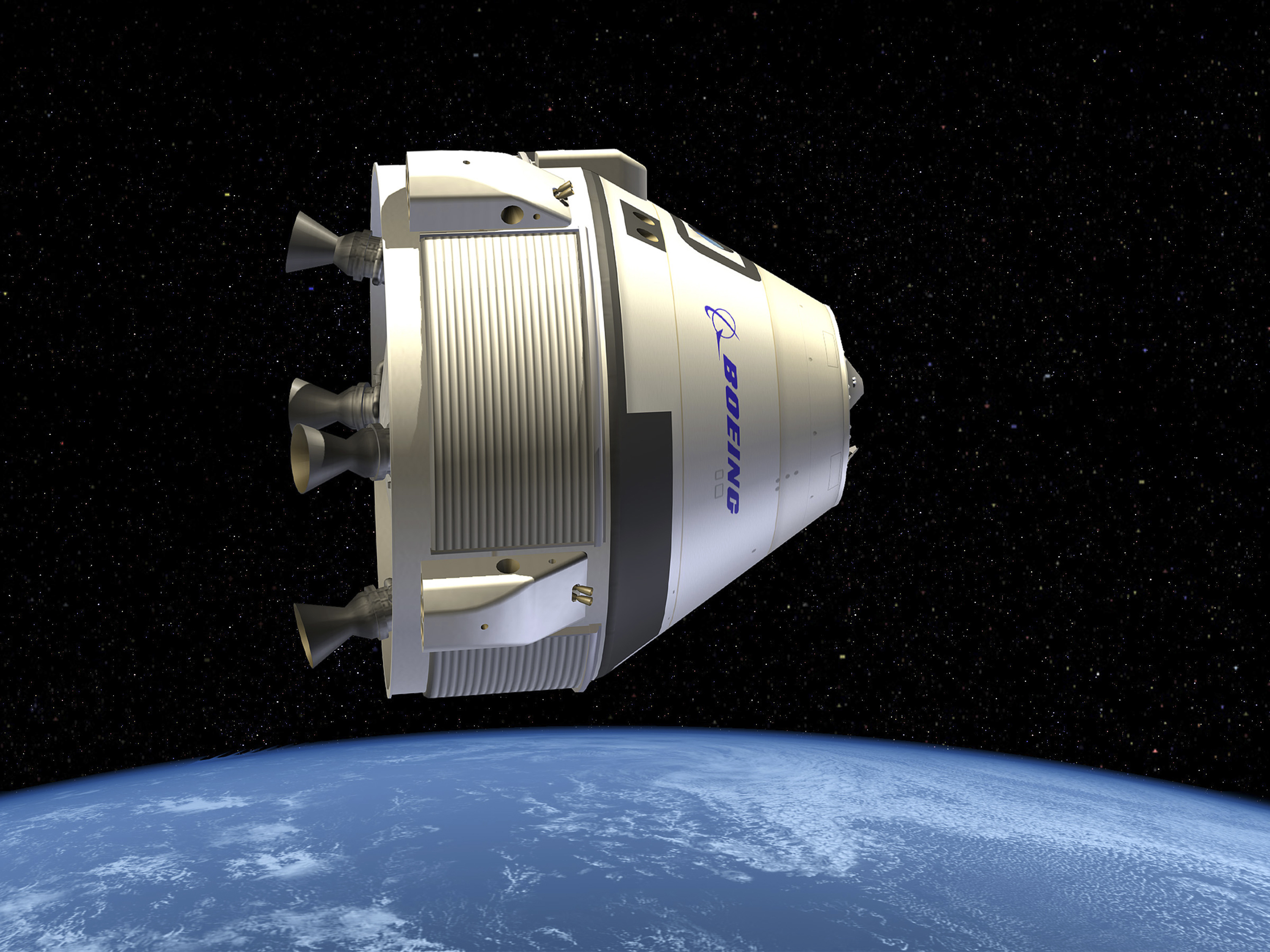
ボーイング CST-100 乗員カプセル

ボーイング社のCST-100宇宙船の打ち上げ退避システムの計画で RS-88 (バンタム)エンジンの使用が計画される。